# EML (Fahrzeughersteller)

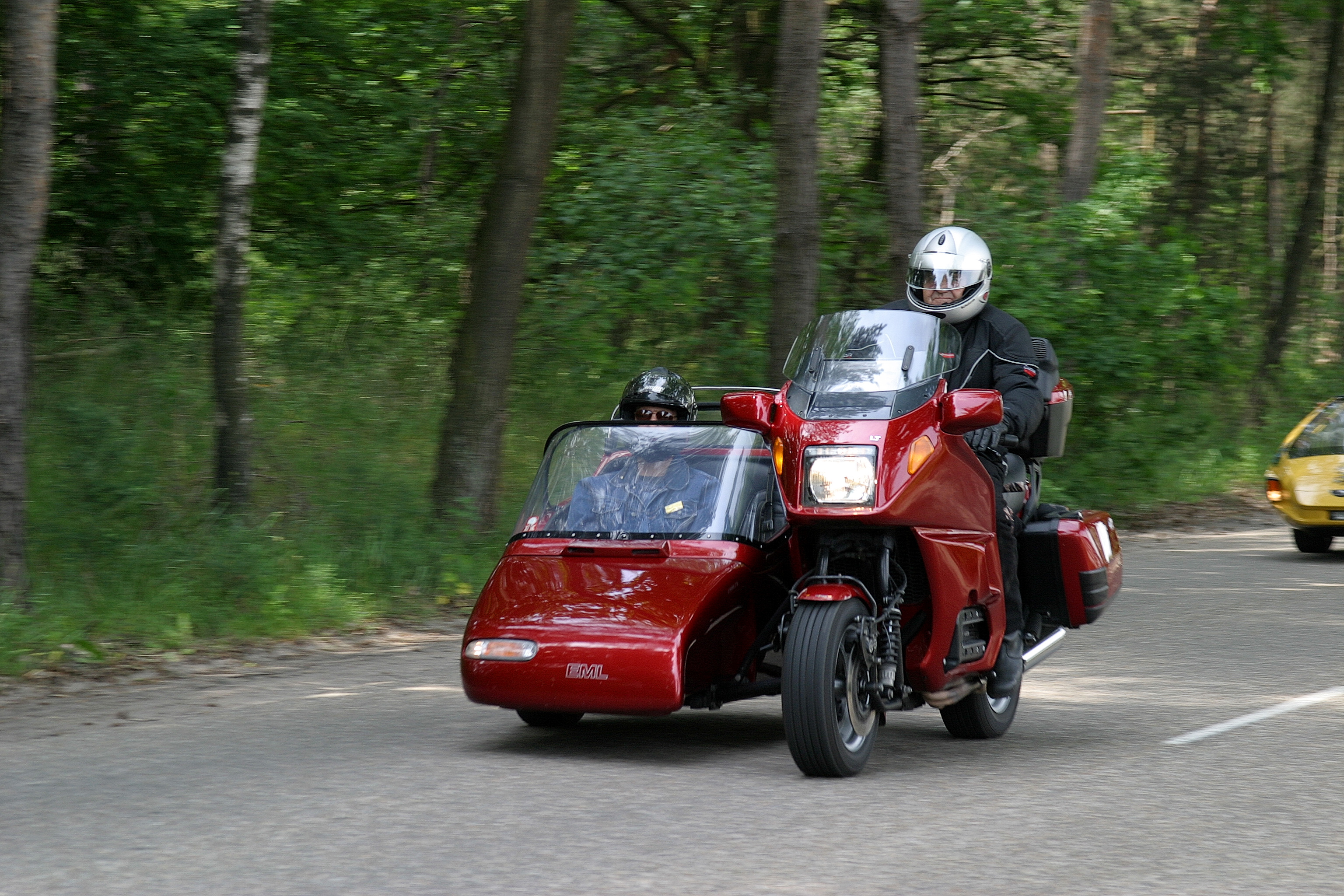
EML CT 2001 mit BMW K 100 LT

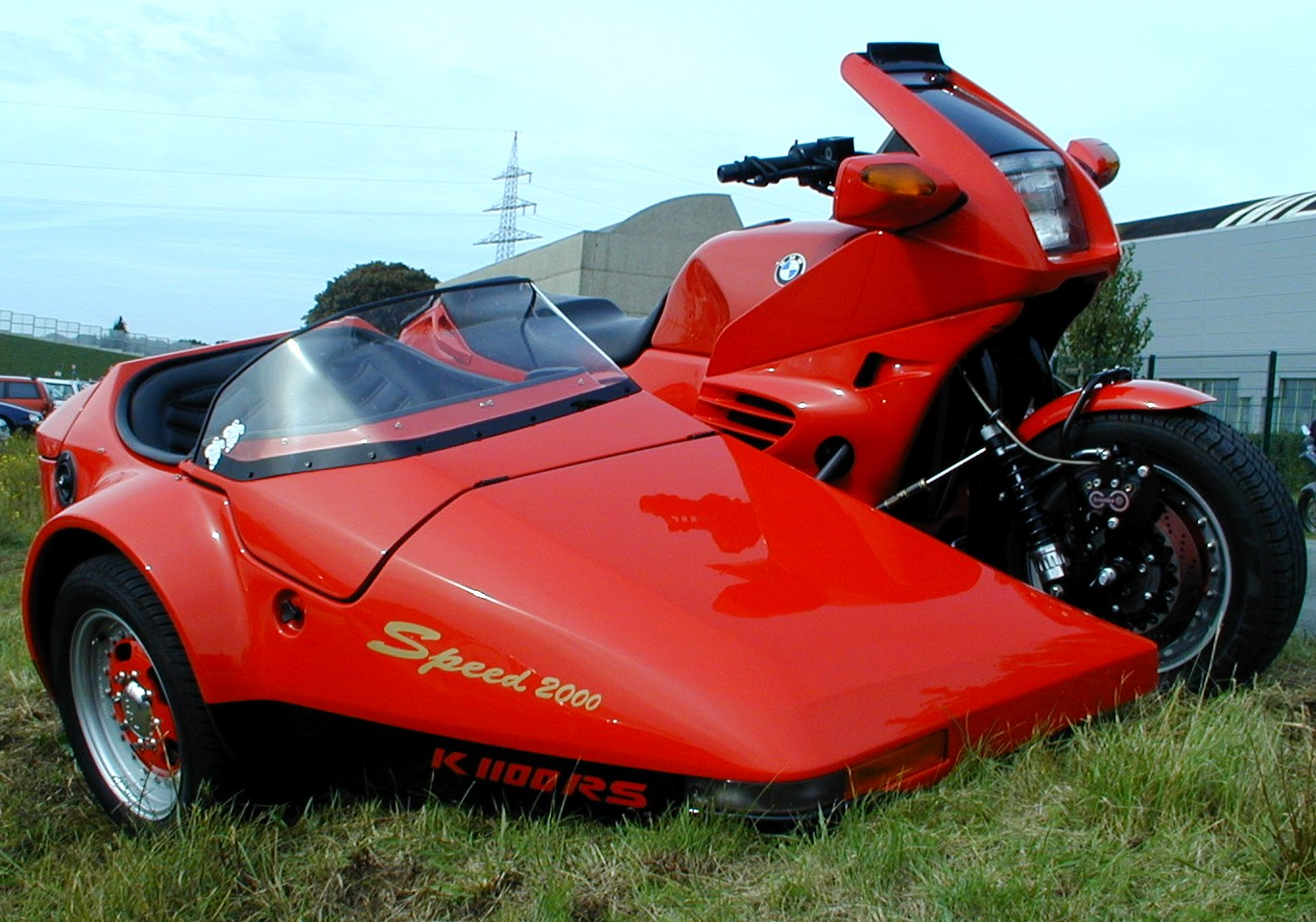
EML Speed 2000 mit BMW K 1100 RS

EML ist ein niederländischer Fahrzeughersteller aus Neede, der sich auf Motorradgespanne und Trikes spezialisiert hat. Hennie Winkelhuis (* 1948; † 2007) gründete 1972 das Unternehmen, um Sidecarcross-Fahrzeuge unter dem Namen EML, Eigen MakeLij, (frei übersetzt: „Eigene Herstellung“) herzustellen. EML gewann 1979 die Europameisterschaft und von 1982 bis 1997 errang der Hersteller zehn Weltmeisterschaftstitel im Sidecarcross.
1977 wurden erste Beiwagen für den Straßenverkehr hergestellt und ab 1983 komplette Gespanne angeboten. Die Produktlinie umfasst heute verschiedene Beiwagentypen und Gespanne und als Innovation seit 2001 das vierrädrige GT-Twin Gespann. EML bot dazu die verstärkte Tauchgabel „ExtensoDive“ an, bei der die 45 mm Standrohre nur die Radführung und Lenkübertragung, die Federung dagegen zwei vor den Gabelrohren befestigte Dämpferelemente übernehmen. 
EML gilt seit Jahrzehnten als einer der großen Produzenten in der Gespannszene. Heute werden Straßengespanne unter der Herstellerbezeichnung EML/W-TEC angeboten.
Seit 1999 entwickelt EML Trikes auf Basis von Motorrädern der Marken Harley-Davidson, Honda und Victory. 2001 wurde EML von Winkelhuis verkauft, der sich mit der neuen Firma W-TEC ganz der Herstellung von Sidecarcross-Gespannen widmen wollte. Seit 2011 stellt W-TEC Racing-Quads her.

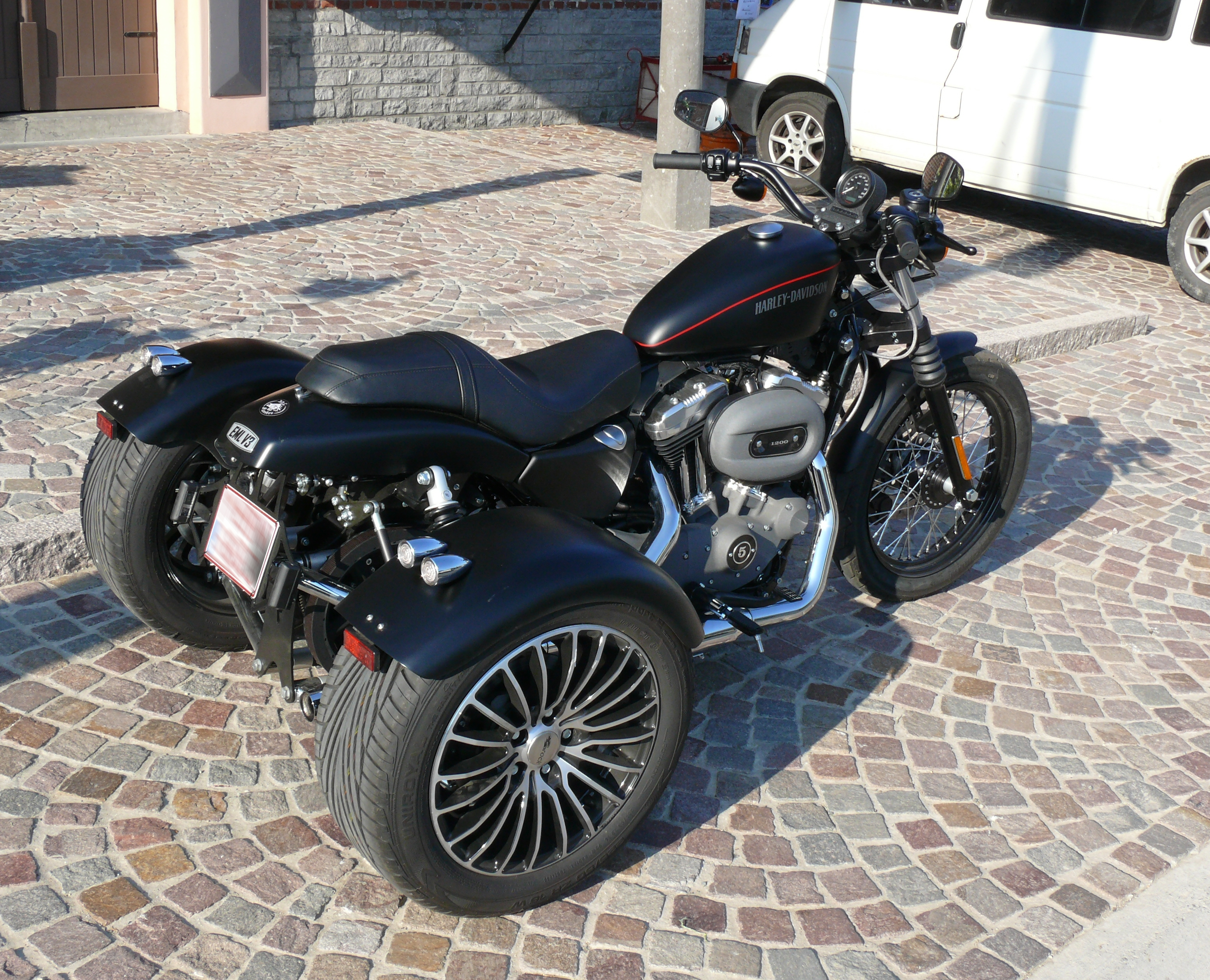
EML V3 (Trike)
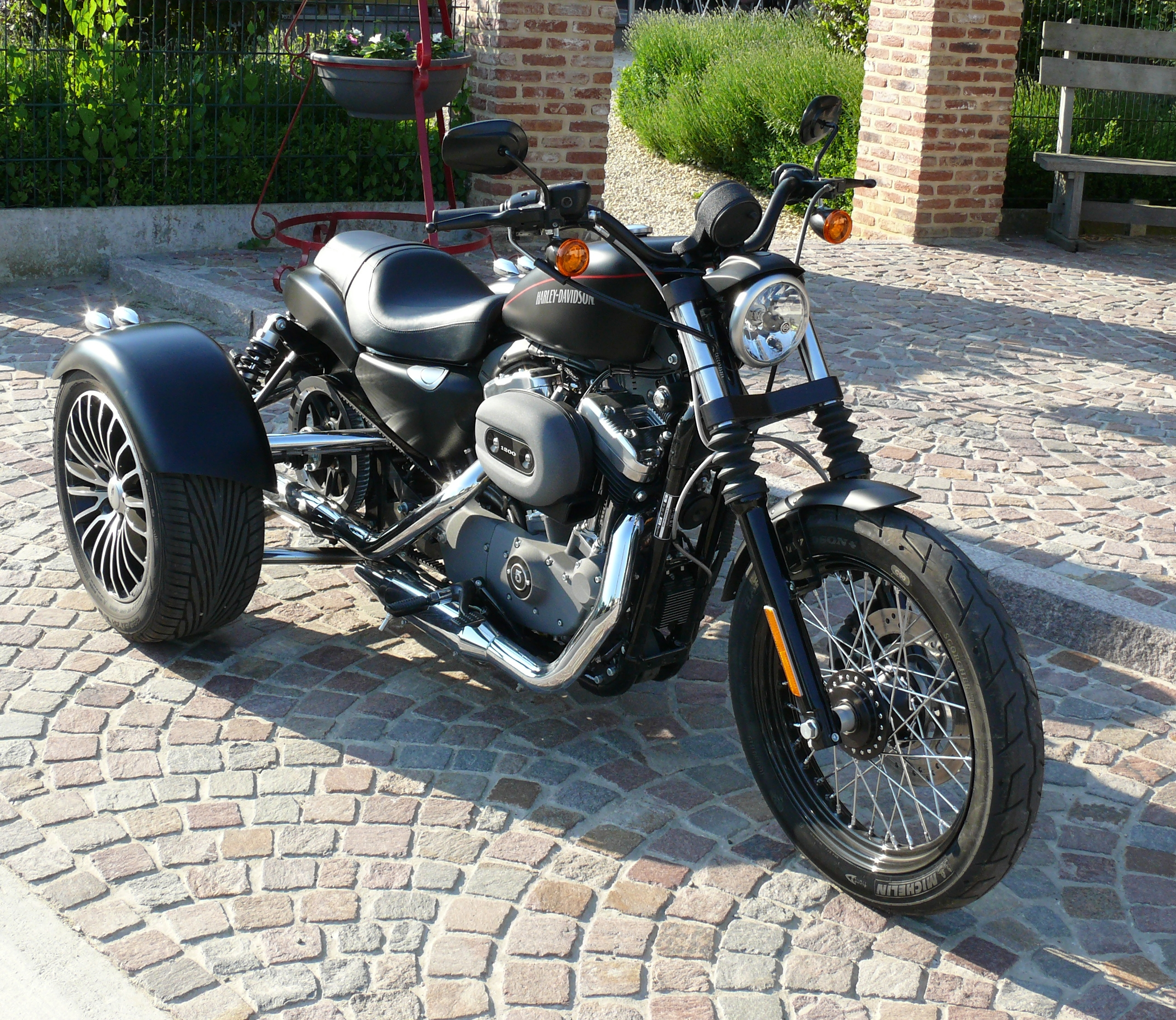
EML V3 (Trike)